# Kanton Saint-Germain-du-Puy
Der Kanton Saint-Germain-du-Puy ist ein französischer Wahlkreis im Département Cher in der Region Centre-Val de Loire. Er umfasst 18 Gemeinden im Arrondissement Bourges. Bei der landesweiten Neuordnung der französischen Kantone wurde er 2015 neu geschaffen.

## Gemeinden
Der Kanton besteht aus 18 Gemeinden mit insgesamt 15.239 Einwohnern (Stand: 1. Januar 2022) auf einer Gesamtfläche von 415,69 km²:
| Gemeinde                    | Einwohner 1. Januar 2022 | Fläche km² | Dichte Einw./km² | Code INSEE | Postleitzahl |
| --------------------------- | ------------------------ | ---------- | ---------------- | ---------- | ------------ |
| Aubinges                    | 402                      | 10,97      | 37               | 18016      | 18220        |
| Azy                         | 453                      | 27,62      | 16               | 18019      | 18220        |
| Brécy                       | 969                      | 39,63      | 24               | 18035      | 18220        |
| Henrichemont                | 1.713                    | 25,27      | 68               | 18109      | 18250        |
| Humbligny                   | 182                      | 20,86      | 9                | 18111      | 18250        |
| La Chapelotte               | 130                      | 28,50      | 5                | 18051      | 18250        |
| Les Aix-d’Angillon          | 1.871                    | 14,68      | 127              | 18003      | 18220        |
| Montigny                    | 323                      | 28,65      | 11               | 18151      | 18250        |
| Morogues                    | 423                      | 30,53      | 14               | 18156      | 18220        |
| Neuilly-en-Sancerre         | 246                      | 26,05      | 9                | 18162      | 18250        |
| Neuvy-Deux-Clochers         | 257                      | 16,50      | 16               | 18163      | 18250        |
| Parassy                     | 406                      | 26,02      | 16               | 18176      | 18220        |
| Rians                       | 962                      | 32,41      | 30               | 18194      | 18220        |
| Saint-Céols                 | 13                       | 3,34       | 4                | 18202      | 18220        |
| Sainte-Solange              | 1.114                    | 31,85      | 35               | 18235      | 18220        |
| Saint-Germain-du-Puy        | 4.852                    | 21,63      | 224              | 18213      | 18390        |
| Saint-Michel-de-Volangis    | 466                      | 17,42      | 27               | 18226      | 18390        |
| Soulangis                   | 457                      | 13,76      | 33               | 18253      | 18220        |
| Kanton Saint-Germain-du-Puy | 15.239                   | 415,69     | 37               | 1814       | –            |

## Politik
| Vertreter im Departementrat | Vertreter im Departementrat                    | Vertreter im Departementrat |
| Amtszeit                    | Namen                                          | Partei                      |
| --------------------------- | ---------------------------------------------- | --------------------------- |
| 2015–                       | Ghislaine De Bengy-puyvallée Jean-Claude Morin | UD                          |